# Чжэньцзян (Шаогуань)
Чжэньцзя́н (кит. упр. 浈江, пиньинь Zhēnjiāng) — район городского подчинения городского округа Шаогуань провинции Гуандун (КНР).

## История
Исторически эти места были частью уезда Цюйцзян.
Эти места были заняты войсками коммунистов на завершающем этапе гражданской войны, в сентябре-октябре 1949 года. В ноябре 1949 года урбанизированная часть уезда Цюйцзян была выделена в отдельный город Шаогуань.
В 1950 году был образован Специальный район Бэйцзян (北江专区), состоящий из города Шаогуань и 16 уездов. В том же году Шаогуань был выведен из состава специального района, став городом провинциального подчинения.
В 1952 году Специальный район Бэйцзян был расформирован, и был образован Административный район Юэбэй (粤北行政区), состоящий из города Шаогуань и 19 уездов. В конце 1955 года Административный район Юэбэй был расформирован, и Шаогуань опять стал городом провинциального подчинения. В 1958 году Шаогуань был понижен в статусе и перешёл в подчинение властям Специального района Шаогуань (韶关专区). В 1970 году Специальный район Шаогуань был переименован в Округ Шаогуань (韶关地区).
В ноябре 1975 года город Шаогуань опять был выведен из состава округа и подчинён напрямую властям провинции.
В 1983 году были расформированы округ Шаогуань, и город Шаогуань, и образован городской округ Шаогуань; территория бывшего города Шаогуань была разделена на районы Уцзян, Бэйцзян (北江区) и Чжэньцзян.
Постановлением Госсовета КНР от 29 мая 2004 года район Бэйцзян был присоединён к району Чжэньцзян.

## Административное деление
Район делится на 3 уличных комитета, 2 местных комитета (办事处) и 5 посёлков.